# Clarence Emmeren Kobuski
Clarence Emmeren Kobuski (1900 - 9 de mayo de 1963), fue un biólogo y botánico estadounidense. Estudió su especialidad en la Universidad Cornell, e hizo su doctorado en el "Jardín Botánico de Missouri. Trabajó muchos años en el Herbario de la Universidad Harvard, curadora del "Arnold Arboretum" y del "Herbario Gray", trabajando intensamente en su combinación de los dos millones de especímenes que se conjugaron.

## Algunas publicaciones
- 1926. A revision of the genus Priva. 34 p.

- 1928. A monograph of the American species of the genus Dyschoriste. Ed. Washington Univ. 82 p.

- 1937. Studies in Theaceae. II Cleyera. 118 J. of the Arnold Arboretum XVIII: 119–123
- La abreviatura «Kobuski» se emplea para indicar a Clarence Emmeren Kobuski como autoridad en la descripción y clasificación científica de los vegetales.[3]

## Literatura
- 1963. Clarence Emmeren Kobuski, 1900-1963. Publicó Arnold Arboretum, Harvard Univ. 420 p.